# Письмовий матеріал

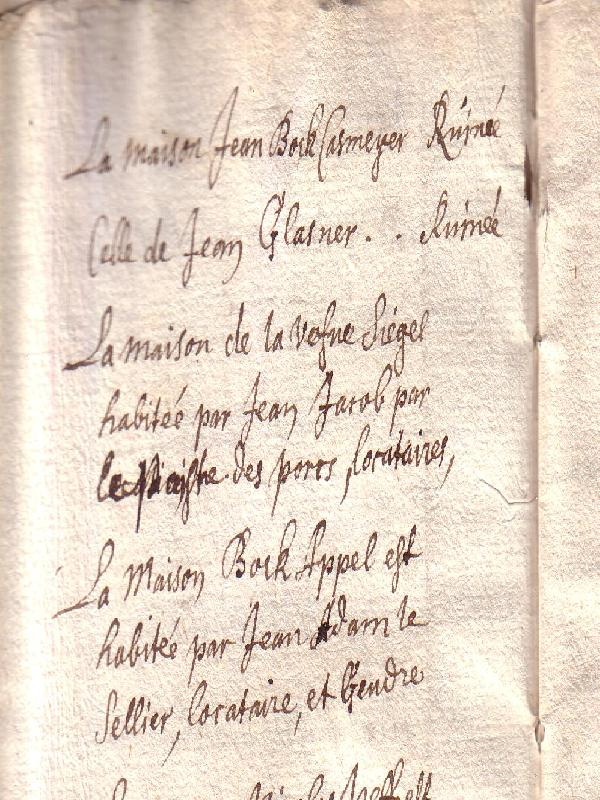
Почерк на папері; письмовий матеріал

Письмовий матеріал — поверхня, на якій можна писати за допомогою відповідних інструментів або використовувати для символічних чи репрезентативних малюнків. Будівельні матеріали, на яких виконані написи або малюнки, не враховуються. Загальна характеристика матеріалів для письма визначається матеріалом, з якого складається поверхня для письма (наприклад, папір), а також кількістю, розміром, використанням і конфігурацією зберігання кількох поверхонь (наприклад, аркушів паперу) в одному об'єкті (наприклад, зошит на спіралі). Матеріали для письма часто поєднуються з певними типами письмового приладдя. Іншими важливими характеристиками письмового приладдя є можливість багаторазового використання, довговічність і стійкість до шахрайських зловживань.

## Історія

### Археологія

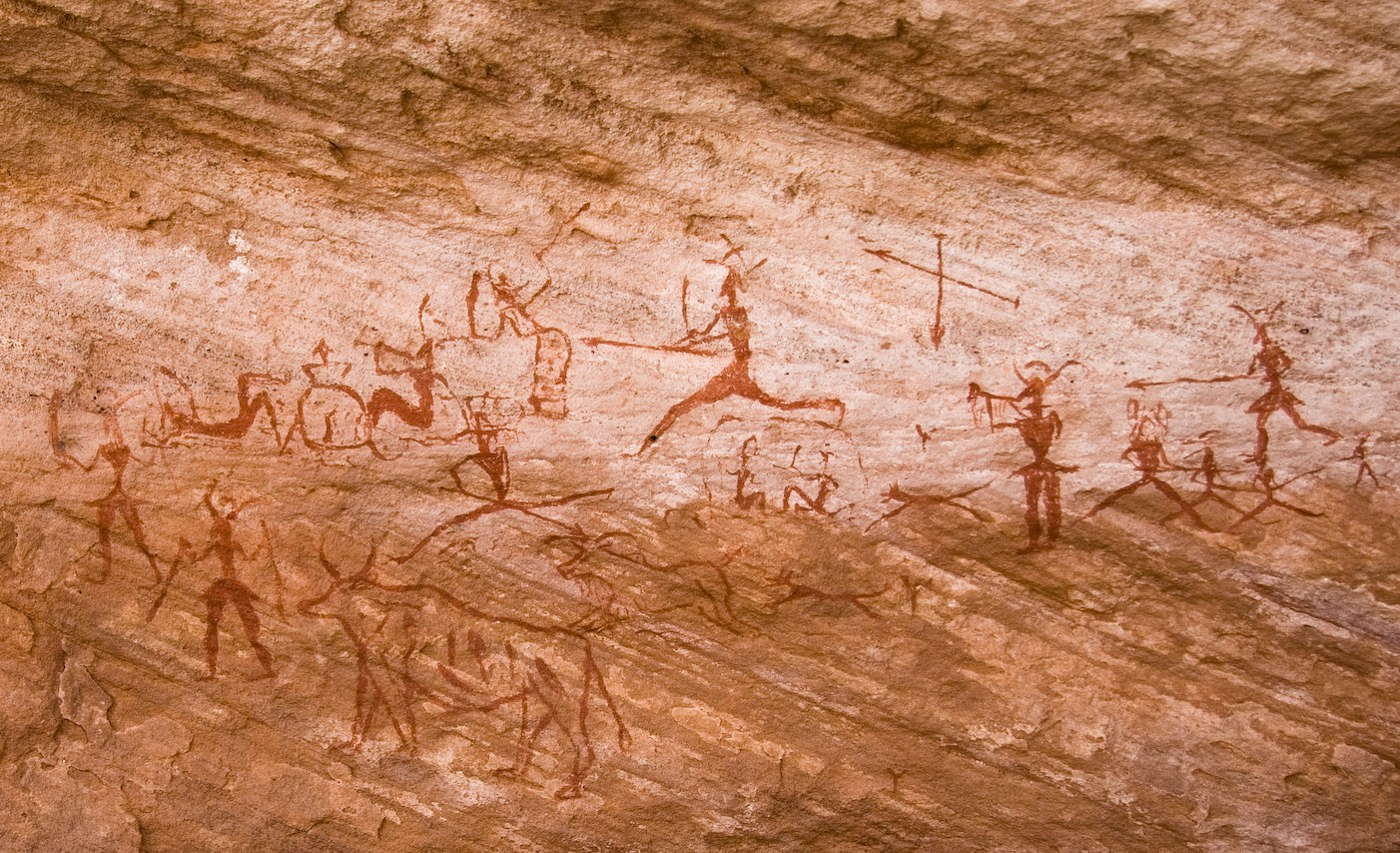
Наскальні малюнки в Лівії

Оскільки малювання передувало письму, першими залишками матеріалів для письма є кам'яні стіни печер, на яких були намальовані наскальні малюнки. Іншим попередником були мірні рейки, які використовувалися для запису підрахунку об'єктів або проходження дискретних одиниць часу (діб). Були знайдені мірні рейки з дерева та кістки. Для підрахунку також використовували зв'язані мотузки та подібні матеріали. Такі матеріали не вимагали великої підготовки, щоб використовувати їх для малювання чи письма. Як матеріал для письма чи малювання також могли використовуватися шкури тварин, хоча малюнки та написи могли бути декоративними або для передачі статусу чи релігійного значення. Серед кори дерев для використання як матеріал для письма дуже добре підходить береста і використовувалася в Північній Європі та серед корінних народів Північної Америки.
Іноді для письма використовували ще чотири види матеріалів: глину, віск, тканину та метал. Цінність металу для корисних знарядь праці могла зробити його менш корисним для практичного письма та малювання. Твердість багатьох металів, яка робила їх корисними, також робила їх незручним матеріалом для багатьох видів письма. Але фольга або листи м'яких металів, таких як свинець, були придатні для використання. Свинцеві листи використовували як таблички прокляття, а також для особистого листування.

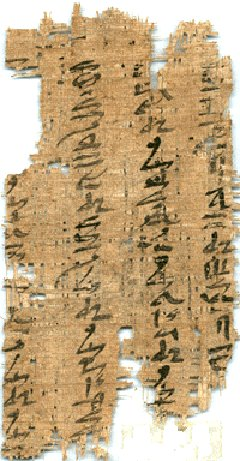
Фрагмент папірусу з пізнього Середнього царства в Стародавньому Єгипті

Із винаходом папірусу в Єгипті, здається, писемність набула більшого поширення. Пергамент, для основи якого використовувалися овечі шкури, що залишилися після видалення вовни, був іноді дешевшим, ніж папірус, який доводилося імпортувати за межі Єгипту. З винаходом паперу з деревної маси вартість матеріалів для письма почала неухильно падати.
Тканина, ймовірно, поділяла спосіб використання зі шкурами тварин. Глина представляє корисне поєднання надзвичайної простоти нанесення напису з потенційною можливістю зробити його досить стійким. Неглазурована кераміка може легко сприймати написи навіть після випалу. Віск пропонує ще одне нове поєднання переваг: поверхня для багаторазового використання, на яку легко наносити написи і стирати їх, а також легке поєднання з такими матеріалами, як дерево, що надає йому довговічності. Кам'яні таблички, глиняні та дерев'яні таблички для письма, а також вкриті воском дерев'яні таблички є одними з перших спеціалізованих конфігурацій матеріалів на плоских поверхнях спеціально для письма.
Неглазуровані глиняні черепки використовувалися майже як своєрідний папір для записів, як остракон, для податкових квитанцій, а в Афінах — для запису індивідуальних заяв грецьких лідерів про остракізм.
Археологічні матеріали містять або приклади використання цих матеріалів для малювання чи письма, або непрямі вказівки на їх використання для письма, малювання чи підрахунку.
Кіпу, або розмовні вузли були записуючими пристроями, створеними з ниток, які історично використовувалися кількома культурами в регіоні Анд Південної Америки. В'язані нитки використовувалися багатьма іншими культурами, такими як стародавні китайці та корінні жителі Гаваїв, але такі практики не слід плутати з кіпу, яке відноситься лише до андського регіону.

### Поширені писемні засоби середньовіччя
У західних цивілізаціях папірус, який виник у 3000 р. до н. е. в Єгипті, пізніше був замінений пергаментом, виготовленим шляхом обробки шкур тварин, цей процес розпочався у ІІ столітті до нашої ери в Середземноморському регіоні. Широкий вибір пергаментів із різних шкур тварин, з різною текстурою, якістю та відтінком широко використовувалися для кодексів, релігійних і культурних текстів. Це було замінено появою та збільшенням доступу та доступності паперу.
У східних цивілізаціях, таких як Індія, основними засобами письма були береста або бхурджапатра (санскрит) і висушене пальмове листя. Використовувати папір почали лише після Х ст. Однак у сільському середовищі береста та пальмовий лист в обмежених масштабах продовжують використовуватися навіть сьогодні. Це роблять для гороскопів, весільних запрошень та інших культурних потреб.
У Китаї першим матеріалом були кістки тварин, пізніше — шовк, бамбук і дерев'яні листи, аж до II століття, коли був винайдений папір. Винахід паперу приписують євнуху імператорського двору на ім'я Цай Лунь у 105 р. н. е.. Однак папір не був представлений в Європі ще тисячу років після битви в 751 р. н. е., де кілька виробників паперу були взяті в полон таким чином технологія поширилася з Багдада на захід, досягнувши Іспанії лише в ХІІ столітті.

### Папір
Цай Лунь використовував старе ганчір'я, коноплі, кору дерев і рибальські сітки, щоб розробити спосіб виготовлення паперу, принципово схожий на той, що використовується й досі.
Світ ісламу отримав мистецтво виготовлення паперу у VIII столітті, якого навчали китайські в'язні, яких взяли під час експедицій на схід. Згодом мусульмани принесли виготовлення паперу на Індостан і в Європу. Спочатку папір називався bagdatikos, що означає «з Багдада». Ремесло виготовлення паперу зародилося в Іспанії у ХІІ столітті, а згодом з інтервалом у сто років поширилося в Італії, Німеччині та Англії. Проте ще багато століть після того, як папір став широко доступним у Європі, для документів, які мали бути довговічними, надавали перевагу пергаменту та папірусу. Основними інгредієнтами паперу були льон і бавовна, замочені у воді і збиті в однорідну масу, або суспензію. Коли целюлозу проціджували через дротяне сито, переплетені волокна суспензії матувалися разом, готові до наступного етапу. Спочатку прес вичавлював воду з аркуша, готуючи його до сушіння; потім нанесення желатинового покриття готувало поверхню аркуша до нанесення фарби.
Наприкінці XVIII століття папір все ще виготовляли з тканини, яку збирали ганчірники. Папір Wove винайшли Джеймс Ватман і Джон Баскервіль (1706-75). Вони створили спосіб виробництва ідеально гладкого паперу, використовуючи тонку дротяну сітку, яка не залишає смуг від форми на сторінці.

### Електронні носії
Електронні засоби масової інформації використовують клавіатуру, розроблену для друкарської машинки, електричні та електронні схеми і пристрої зберігання даних, а також екран, розроблений для читання електронних сигналів, щоб забезпечити іншу форму письмового матеріалу. Palm Pilot був винайдений у 1996 році і ще більше змінив уявлення про електронні пристрої як засоби для письма. Це був перший споживчий продукт, який дозволив людям писати безпосередньо на електронному екрані за допомогою стилуса, а не вводити текст за допомогою клавіатури.

## Подальше читання
- Harris, Roy (1985) The Origin of Writing. La Salle, IL: Open Court.
- Martin, Henri-Jean (1988) The History and Power of Writing, translated by Lydia G. Cochrane. Chicago: University of Chicago Press, 1994.